# Villagómez
Villagómez è un comune della Colombia facente parte del dipartimento di Cundinamarca.
Il centro abitato venne fondato da Misael Gómez nel 1926, mentre l'istituzione del comune è del 18 ottobre 1965.